# جودل دی‌.۱۱
جودل دی. ۱۱ (به انگلیسی: Jodel_D.11) یک هواگرد ملخ‌پیشین تک‌موتوره از نوع هواگرد آموزشی  ساخت شرکت Jodel and others است. هواگرد جودل دی. ۱۱ نخستین پروازش را در ۴ آوریل ۱۹۵۰ میلادی انجام داد. در مجموع، تعداد more than 3,000 فروند از این هواگرد ساخته شده‌است.
طراح این هواگرد، Jean Délémontez بود.